# Deepend
Deepend — нидерландский диджей-дуэт, состоящий из Фалько ван ден Акера и Боба ван Ратингена. Известность им приносит ремикс на сингл «Catch & Release» Мэтта Саймона, сингл находился на первых позициях чартов пяти стран. Ремикс набрал свыше 50 000 000 просмотров на YouTube.

## История
Дуэт был сформирован в 2012 году. Ремикс песни Мэтта Саймона стал очень популярен, и впоследствии попал на ротации голландских радиостанций в 2016 году.
Дуэт в сотрудничестве с Sam Feldt записал сингл «Runaways», совместно с Teemu. Через некоторое время они записывали ремиксы с известными диджеями Джей Хардвей, M-22, Muzzaik, Stadiumx, Esquire, Jonathan Pitch, Afreaux and Wild Culture.

## Дискография

### Синглы
| Название                                                                  | Год  | Позиции в чарте | Позиции в чарте | Позиции в чарте | Позиции в чарте | Позиции в чарте | Позиции в чарте | Позиции в чарте | Позиции в чарте | Позиции в чарте | Позиции в чарте | Сертификации                                         | Альбом      |
| Название                                                                  | Год  | NL              | AUT             | BEL             | HUN             | GER             | POR             | SLK             | SPN             | SWE             | SWI             | Сертификации                                         | Альбом      |
| ------------------------------------------------------------------------- | ---- | --------------- | --------------- | --------------- | --------------- | --------------- | --------------- | --------------- | --------------- | --------------- | --------------- | ---------------------------------------------------- | ----------- |
| «LCD» (Совместно с Lauren)                                                | 2012 | —               | —               | —               | —               | —               | —               | —               | —               | —               | —               |                                                      | Вне альбома |
| «Turn It Back» (Совместно с Phable)                                       | 2014 | —               | —               | —               | —               | —               | —               | —               | —               | —               | —               |                                                      | Вне альбома |
| «Catch & Release (Deepend Remix)» (С Matt Simons)                         | 2015 | 5               | 4               | 1               | 5               | 1               | 1               | 1               | 1               | 47              | 2               | - BEA: Платиновый - BVMI: Платиновый - FIMI: Золотой | Вне альбома |
| «I'm Just A Skipping Stone» (При участии Claire Guerreso)                 | 2016 | —               | —               | 2               | —               | —               | —               | —               | —               | —               | —               |                                                      | Вне альбома |
| «I'm Intoxicated»                                                         | 2016 | —               | —               | —               | —               | —               | —               | —               | —               | —               | —               |                                                      | Вне альбома |
| «Runaways» (При участии Sam Feldt и Teemu)                                | 2016 | —               | —               | 17              | —               | —               | —               | —               | —               | 89              | —               |                                                      | Вне альбома |
| «Every Little Thing» (При участии Deb's Daughter)                         | 2017 | —               | —               | —               | —               | —               | —               | —               | —               | —               | —               |                                                      | Вне альбома |
| «—» означает, что сингл не попал в чарт или не издавался в данной стране. |      |                 |                 |                 |                 |                 |                 |                 |                 |                 |                 |                                                      | Вне альбома |

### Ремиксы
| Год  | Название                             | Исполнитель              |
| ---- | ------------------------------------ | ------------------------ |
| 2012 | «Need U» (Deepend Ibiza Sunset Mix)  | Funkda                   |
| 2014 | «When You Call» (Deepend Remix)      | July Child               |
| 2015 | «Catch & Release» (Deepend Remix)    | Matt Simons              |
| 2015 | «Anymore» (Deepend Remix)            | Alphabet (с Arc)         |
| 2015 | «Solid Ground» (Deepend Remix)       | Alex Vargas              |
| 2015 | «Dream» (Deepend Remix)              | Autograf                 |
| 2016 | «Heatwave» (Deepend Remix)           | Robin Schulz (с Akon)    |
| 2016 | «I Hate U, I Love U» (Deepend Remix) | Gnash (с Olivia O'Brien) |